# Sèvres – Babylone (stanice metra v Paříži)

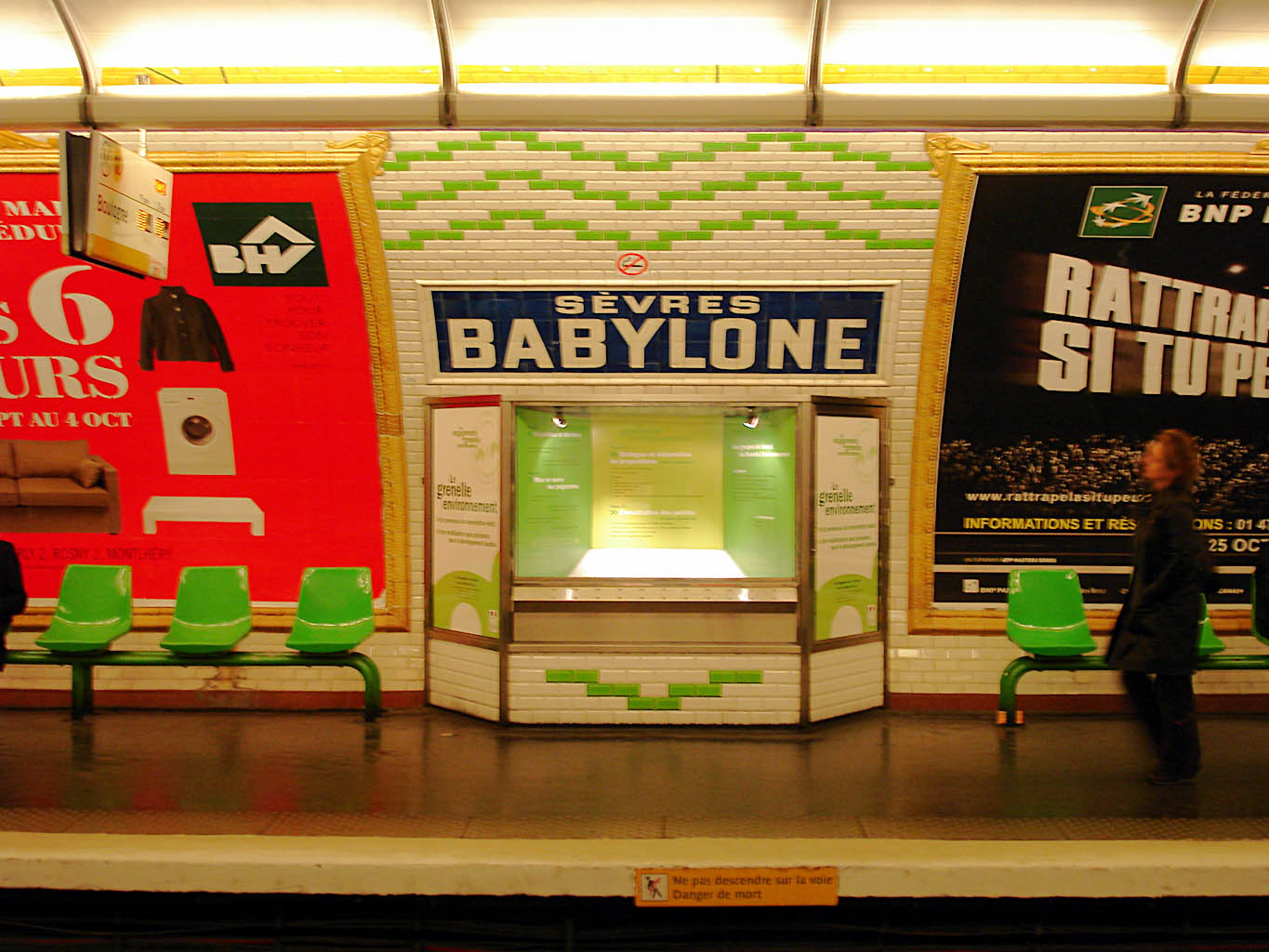
Nápis se zvýrazněným jménem Babylone na nástupišti linky 10

Sèvres – Babylone je přestupní stanice pařížského metra mezi linkami 10 a 12 na hranicích 6. a 7. obvodu v Paříži. Nachází se na křižovatce ulic Boulevard Raspail a Rue de Sèvres.

## Historie
Nejprve byla postavena stanice Babylone na dnešní lince 12 dne 5. listopadu 1910, když společnost Compagnie Nord-Sud (CNS) otevřela svou tehdejší linku A. Dne 30. prosince 1923 byla zprovozněna stanice Sèvres pro nově postavenou linku 10, kterou provozovala společnost Compagnie du Métropolitain de Paris (CMP). Město posléze donutilo obě společnosti, aby stanice spojily do jedné a umožnily tak cestujícím pohodlný přestup mezi linkami.
Na nástupišti linky 10 jsou umístěny vitriny s výstavou o ekologii. Seznamují cestující s recyklací odpadu, obnovitelnými zdroji energie nebo spotřebou vody a elektrické energie ve světě.

## Název
Jméno stanice se skládá ze dvou slov. Obě jsou odvozené od názvů zdejších ulic. Rue de Sèvres je původní středověkou cestou do města Sèvres a Rue de Babylone je rovněž stará silnice, která nese své jméno od roku 1673 podle titulárního babylonského biskupa, kterým byl Bernard de Sainte-Thérèse.
Původně se stanice dnešní linky 10 (CMP) jmenovala „Babylone“ a stanice na lince 12 (CNS) se nazývala „Sèvres“. I po propojení obou stanic a spojení názvů však trvala každá společnost na výraznějším svém názvu. Proto je na nástupišti linky 10 v nápisu Sèvres – Babylone většími písmeny vyvedená část Babylone a na nástupišti linky 12 zase dominuje slovo Sèvres.

## Vstupy
- na Rue de Sèvres před dům č. 18
- na roh Rue Velpeau a Rue de Sèvres
- Boulevard Raspail